# Jesper Lützen
Jesper Lützen (født 8. oktober 1951 i Svendborg) er en dansk matematiker og professor i matematikkens historie.
Han er uddannet cand.scient. i matematik og fysik fra Aarhus Universitet 1976 og skrev i 1980, med matematikhistorikeren Kirsti Andersen som mentor, en licentiatafhandling i matematikkens historie ved samme universitet og i 1990 en doktorafhandling ved Københavns Universitet. Lützen tog pædagogikum, modtog et stipendium ved Aarhus Universitet og blev ansat ved Odense Universitet. 1989 kom han som docent til Københavns Universitet, hvor han siden 2005 har været professor.
1996 blev Lützen medlem af Videnskabernes Selskab og har siden 1990 været dansk medlem af "International Commission on the History of Mathematics". Han er desuden formand for "Videnskabshistorisk Selskab", medlem af Dansk Matematisk Forening og af American Mathematical Society. I 2012 blev han udnævnt til Fellow of the American Mathematical Society for fremragende bidrag til matematikkens historie.

## Udgivelser
- Mechanistic images in geometric form: Heinrich Hertz´s principles of mechanics, Oxford University Press 2005.
- The prehistory of the theory of distributions, Studies in the history of mathematics and the physical sciences, bind 7, Springer Verlag 1982.
- Joseph Liouville 1809-1882. Master of pure and applied mathematics, Springer Verlag 1990
- Heaviside's operational calculus and the attempts to rigorise it, Archive for history of exact sciences, bind 21, 1979, s. 161-200. doi:10.1007/BF00330405
- (sammen med Henk Bos og Kirsti Andersen) Træk af den matematiske analyses historie: En antologi af kilder og sekundær litteratur, Center for Vidensskabstudier, Universität Aarhus, 1987[1]
- (sammen med Bos og Andersen) Træk af den ikke-euklidiske geometris historie, Aarhus Universitet, Center for Vidensskabstudier.